# Nyctanthes arbor-tristis
Nyctanthes arbor-tristis comummente conhecida como árvore-triste é uma planta arbustiva, da família das Oleáceas, pertencente ao tipo fisionómico dos microfanerófitos, nativa do Sul do continente asiático.

## Nomes comuns
Além de ser conhecida como «árvore-triste», dá ainda pelos seguintes nomes comuns: «açafroeira» (nome que partilha com as espécies Curcuma longa e Crocus sativus), árvore-da-tristeza, jasmim-da-noite e jasmim-florido-nocturno.
Apesar de poder contar com nomes alusivos ao jasmim, mercê das suas flores fragrantes, esta espécie não pertence ao género botânico dos jasmins, Jasminum.

## Etimologia
Quanto ao nome científico desta espécie:
- O nome genérico, Nycthantes, provém do grego antigo, resultando da aglutinação dos étimos νῠ́ξ  que significa «noite»[4] e ἄνθος, que significa «flor» [5] por alusão às suas flores que desabrocham ao anoitecer.[6]
- O epíteto específico, arbor-tristis,  provém do latim, tratando-se de uma justaposição dos étimo, arbŏr, que significa «árvore»[7] e tristis  que significa «triste».[8]

Do que respeita aos nomes comuns «jasmim-na-noite» e «jasmim-florido-nocturno», tais ficam-se a dever às flores brancas e fragrantes desta planta, que, no seu perfume, lembram o jasmim e que têm a particularidade de florescerem ao anoitecer, com tendência para caírem ao amanhecer.
Já o nome comum «árvore-triste» trata-se de tradução do sobredito epíteto espécifico.

## Descrição
A árvore-triste é um arbusto ou uma pequena árvore que pode atingir até 10 metros de altura, caracterizando-se pela sua casca escamosa de coloração acinzentada.
Do que respeita às folhas, estas ocupam um posicionamento oposto e um feitio simples, medindo entre 6–12 centímetros de comprimento e 2–6,5 centímetros, apresentando-se com margem inteira.
As suas flores são perfumadas, apresentando uma corola de cor esbranquiçada, com cinco a oito lóbulos e um centro de pigmentação laranja-avermelhado. Estas flores são produzidas em cachos de dois a sete exemplares, com flores individuais que se abrem ao anoitecer e fecham ao amanhecer.
O fruto da árvore-triste é uma cápsula achatada de cor acastanhada, com formato de coração ou arredondado, com cerca de 2 centímetros de diâmetro. A cápsula é bilobada, contendo cada lóbulo uma única semente.

## Distribuição
É nativa do Sudoeste do continente asiático, marcando presença entre os territórios da Índia, Paquistão, Leste dos Himalaias, alastrando-se até ao Vietname, Tailândia, China e a Sumatra.

### Ecologia
Privilegia os matorrais pedregosos e as florestas paleotropicais, embora também se encontre dispersa em meios relativamente urbanizados, como parques, mercê das suas reconhecidas qualidades ornamentais.

## Usos e importância histórica
Historicamente, as flores desta planta foram usadas na Índia, quer na comida, quer para tingir a tecidos em tons de amarelo.
Na tradição hindu, a árvore-triste é uma árvore sagrada, trazida do Céu por Krishna para a sua mulher Satyabhâma, por causa do delicado perfume das suas flores. Com efeito, as flores desta espécie são usadas no culto prestado a várias divindades hindus.

No seu Colóquio dos simples e drogas e coisas medicinais da Índia de 1563, o botânico português Garcia da Orta, tomou conhecimento desta espécie, tendo mencionado as lendas locais, da região de Goa, a seu respeito:
| “ | (...) dizem que esta árvore foi filha de um homem, grande senhor, chamado Parizataço; e que se enamorou do sol, o qual a deixou, depois de ter com ela conversação, por amores doutra; e ela se matou, e foi queimada (como nesta terra se costuma) e da cinza se gerou esta árvore, as flores da qual aborrecem o sol, que em sua presença não aparecem. | ” |